# In France They Kiss on Main Street
«In France They Kiss on Main Street» (que en español significa «En Francia se besan en la Calle Principal») es una canción interpretada por la cantante canadiense Joni Mitchell, publicada como la canción de apertura de su séptimo álbum de estudio The Hissing of Summer Lawns (1975). Más tarde, la canción fue publicada el 15 de abril de 1976 como sencillo y alcanzó el puesto #66 en los Estados Unidos.

## Música y letra
«In France They Kiss on Main Street» fue compuesta en un compás de 4
4 con un tempo de 151 pulsaciones por minuto y está escrita en la tonalidad de mi mayor. Las voces van desde G♯4 a B5. La canción presenta a David Crosby, Graham Nash y James Taylor en los coros y a Jeff “Skunk” Baxter en la guitarra. Charlie Freak la describe como “[una canción] maravillosamente elaborada”. Freak describe la interpretación de Joni Mitchell como el aspecto más impresionante de la canción.
La canción trata sobre crecer en un pequeño pueblo en la era del rock and roll de la década de 1950. El crítico de música Sean Nelson describe la letra como “una celebración efusiva de la libertad de los jóvenes”. La revista Rolling Stone la describe canción como “una historia que despide a la era del rock & roll en un resplandor de alegría despreocupada y jazzística”.

## Recepción de la crítica
Jason Ankeny, crítico de AllMusic, la describe como “elegante”. David Bennun describe «In France They Kiss on Main Street» como “una exuberante afirmación de todo lo que en la vida y la juventud se pierde en el tiempo y la mundanidad”. Según Charlie Freak, la línea de apertura “captura perfectamente el corazón de la canción”. Freak elogió la interpretación de John Guerin en la batería, describiéndola como “pasión pura”.

## Créditos y personal
Créditos adaptados desde las notas de álbum.
Músicos
- Joni Mitchell – voz principal y coros, guitarra acústica
- Victor Feldman – piano Rhodes
- Max Bennett – guitarra bajo
- John Guerin – batería
- Robben Ford – guitarra eléctrica
- Jeff “Skunk” Baxter – guitarra eléctrica
- James Taylor – coros
- David Crosby – coros
- Graham Nash – coros

Personal técnico
- Joni Mitchell – productora, mezclas
- Henry Lewy – ingeniero de audio, mezclas
- Ellis Sorkin – ingeniero asistente
- Bernie Grundman – masterización

## Posicionamiento
| Gráfica (1976)                                | Pico de posición |
| --------------------------------------------- | ---------------- |
| Canadá (RPM Top Singles)                      | 19               |
| Canadá (RPM Adult Contemporary)               | 33               |
| Estados Unidos (Billboard Hot 100)            | 66               |
| Estados Unidos (Billboard Adult Contemporary) | 32               |